# Flandre (paquebot)
Pour les articles homonymes, voir Flandre.
Le Flandre est un paquebot belge entré en service en 1888 sur la ligne Ostende—Douvres et coulé à la fin de la Première Guerre mondiale.

## Histoire
Il fut construit par Cockerill. Le Flandre était le bâtiment jumeau du Marie-Henriëtte et du Léopold II, aussi bien dans la conception que dans la construction, mais de 18 m plus long et de 1,5 m plus large. Ce paquebot à roues à aubes mesurait 82,86 m de long sur 8,84 m. Sur chaque côté se trouvait de larges ponts, qui touchaient aux larges roues à aubes couvertes. Cela facilitait l'accès à bord et la manutention des roues. Il naviguait à une vitesse de 19 nœuds. Le navire coûta à l'État belge environ 1 000 000 Bfr.
Le 4 septembre 1905, le navire reçut des invités royaux à bord et parcouru le trajet entre Ostende et Anvers à l'occasion d'une visite royale.
En 1915, une collision eut lieu entre le Flandre et le navire de pêche O.7 Hélène. Six des sept pêcheurs moururent noyés.
Pendant la Première Guerre mondiale le Princesse Joséphine et le Flandre, mis hors service, étaient restés à quai à Ostende et furent arraisonnés par la Marine impériale allemande. Ils furent retrouvés coulés après la guerre. Dans leur retraite en 1918, les Allemands avaient fait couler le Flandre dans le chenal le long de la digue orientale du port d'Ostende. Pendant les travaux de dégagement du Flandre en 1920, les paquebots durent employer le port de Zeebruges au lieu de celui d'Ostende pendant 15 jours.